# Amerikansk Staffordshire terrier
Amerikansk Staffordshire terrier, også kendt som Amstaff, er en mellemstor, korthåret amerikansk hunderace. I den første halvdel af det tyvende århundrede blev racen accepteret af American Kennel Club, under navnet Amerikansk Staffordshire Terrier i 1936. Navnet blev ændret for at markere forskellen fra hunderacen Staffordshire Bull Terrier fra England.

## Historie
Englænderne havde en bulldograce i flere hundrede år. De blev brugt til at slås mod tyre og bjørne, mens englænderne morede sig, og væddede om kampenes udfald. Kampe mellem hunde og tyre blev forbudt i 1802, og kampe mod bjørne i 1835 i UK.
Derefter blev der avlet blandinger mellem bulldogs og mindre, men aggressive terriere, som overklassen under jagt brugte til at dræbe ræve med. Bønderne brugte de aggressive terriere til at dræbe mindre dyr på deres ejendomme.
I midten af 1800-tallet blev Staffordshire Bull Terrieren fremavlet, som den perfekte kamphund på trods af, at kampe hund mod hund også var blevet forbudt i UK i 1835. Det var dog nemt at skjule disse kampe for myndighederne i forhold til kampe mod tyre og bjørne.                               Amstaff er en større amerikansk kamphunderace som nedstammer fra Staffordshire Bull terrieren, som var populære kamphunde i UK og derefter også i USA i 1800-tallet.
De blev brugt til pit fights, og hundene blev kaldt Pitbull.      Amerikansk pitbull terrier blev i 1898 anerkendt af United Kennel Club (UKC) som sin egen hunderace. Hunderacen er imidlertid ikke anerkendt blandt andre internationale kennelklubber. Hundetypen var populær, men racen lidt homogen. Dette resulterer i, at nogle opdrættere startede opdræt efter bestemte linjer, hvor kamphundslinjerne blev "undertrykt". Årsagen var, at hundekampe også blev forbudt i USA, og så påstod man derefter, at racen var "fredelig og godmodig", så avlen ikke blev forbudt. Hundekampene fortsatte i det skjulte, som det stadig gør i dag[kilde mangler].
Disse hunde fik navnet American Staffordshire Terrier. Typen blev anerkendt som egen hunderace af American Kennel Club (AKC) i 1936, den gang under navnet Staffordshire Terrier. Fra 1972 blev præfikset amerikansk lagt til navnet, for at undgå forveksling med Staffordshire Bull Terrier.
Amstaff er primært blevet avlet for sit eksteriør, og påstanden om dens egenskaber som familiehund, men de bruges, som nævnt ovenover stadig som kampunde, hvor folk morer sig, og vædder om kampenes udfald. mens Amerikansk Pitbull Terrier gerne har været avlet for sine brugsegenskaber. Amstaff og Amerikansk Pitbull Terrier kan imidlertid regnes som varianter af samme hund, hvoraf den førstnævnte er mest homogen. UKC tillader således amstaffer på sine udstillinger. Ligeledes tillader AKC Amerikansk Pitbull Terrier på sine, dog kun så længe hundene tilfredsstiller Amstaff standarden og har sine registreringspapirer i orden. Hvis hunden først er registreret som en Amerikansk Pitbull Terrier hos UKC, anerkendes den ikke af AKC. Derimod kan den godt registreres som en Amstaff hos AKC først, og derefter som en Amerikansk Pitbull Terrier hos UKC. Da anerkendes den af AKC. FCI anerkender kun Amstaff.

## Udseende, anatomi og fysik
Amstaff er en middelstor hunderace med en kompakt og stærk muskuløs krop. Den er noget længere end den er høj, med forholdsvis korte ekstremiteter, et forholdsvis stort hoved med kraftfulde kæber og et semikort snudeparti. Pelsen er glat og tilliggende. Alle farver er tilladt, men mere end 80 % hvidt, solbrun, leverfarvet eller sort er ikke at foretrække.

## Raceforbud
Den 1. juli 2010 blev den nuværende hundelov vedtaget i det danske Folketing, hvor racen Amerikansk Staffordshire terrier blev inkluderet i listen over forbudte hunde, der således blev ulovliggjort.Hunderacen Amerikansk Staffordshire terrier betegnes som en kamp- og muskelhund.
Der eksisterer en såkaldt overgangsordning for hundeejere, som allerede på tidspunktet for vedtagelse af hundeforbuddet var i besiddelse af hunderacen Amerikansk Staffordshire terrier, - læs mere om overgangsordningen i artiklen Forbudte hunderacer.
Endvidere er amerikansk pitbull terrier forbudt i Norge, og Tyskland.

## Udstillingsforbud
Justitsministeriet har meddelt Dansk Kennelklub (DKK), at det ikke er tilladt at udstille forbudte hunderacer uden mundkurv. DKK har derpå valgt, at amerikansk staffordshire terrier ikke kan udstilles.